# Manuel Simó
Manuel Simó Rojas (* 30. Juni 1916 in San Francisco de Macorís; † 14. September 1988 in Santo Domingo) war ein dominikanischer Komponist, Dirigent und Musikpädagoge.

## Werdegang
Simó besuchte die Academia de Música und studierte dort bei Rafael Pimentel und Oguis Negrette. Zugleich war er Mitglied der Banda Municipal de Música seiner Heimatstadt. In Santo Domingo wurde er Mitglied der Banda del Ejército unter Leitung von José Dolores Cerón, der ihn in Orchesterleitung unterrichtete. Daneben besuchte er die Klasse für Harmonielehre von Manuel Beraseain.
1941 wurde er Perkussionist des Orquesta Sinfónica Nacional und Schüler von dessen Leiter Enrique Casal Chapí. Ende der 1940er Jahre erhielt er ein Stipendium für ein vierjähriges Studium am Conservatorio Kolisher in Montevideo, wo er seine Ausbildung bei Casal Chapí fortsetzte.
Nach seiner Rückkehr wurde Simó Professor für Komposition und Nachfolger von Juan Francisco García als Direktor des Conservatorio Nacional de Música in Santo Domingo. Seit 1952 war er Leiter des Orquesta Sinfónica Nacional; 1981 wurde er zum Compositor Emérito de la Orquesta Sinfónica Nacional ernannt.
Simó komponierte u. a. mehrere Sinfonien und weitere Orchesterwerke, Sonaten für Violine und Klavier, Streichquartette, ein Quartett für Bläser und Gitarre. Für seine Cantata para cuarteto für Solisten, großen Chor und Orchester wurde er beim Gran Concurso Centenario 1944 ausgezeichnet.